# Tuchań
Tuchań – wieś w Polsce położona w województwie łódzkim, w powiecie pajęczańskim, w gminie Kiełczygłów.
| SIMC    | Nazwa   | Rodzaj    |
| ------- | ------- | --------- |
| 0704340 | Olendry | część wsi |

W latach 1975–1998 miejscowość administracyjnie należała do województwa sieradzkiego.